# Каслри (район)
Каслри (англ. Castlereagh Borough Council) — административный район, существовавший до 1 апреля 2015 года в Северной Ирландии, граничивший с Белфастом. У него не было крупного городского центра: район состоял из серии пригородов Белфаста; крупнейшими из этих пригородов были Карридафф и Дундональд. В районе было четыре избирательных участка: центральный, южный, восточный и западный
Каслри и город Кент в штате Вашингтон 1 августа 2000 года стали городами-побратимами.
Согласно Review of Public Administration район следовало к 2011 году объединить с Лисберном, чтобы создать административную единицу в 540 км² по площади и 175 тысяч человек населения, однако в июне 2010 года Кабинет министров Северной Ирландии сообщил, что не может согласиться с реформой местного самоуправления и существующая система районов останется прежней в обозримом будущем. Следующие выборы, таким образом, должны были бы состояться в мае 2009 года, но 25 апреля 2008 года Шон Вудвард, государственный секретарь по делам Северной Ирландии, объявил о том, что выборы 2009 года отложены до выборов, которые пройдут уже в объединенном районе.
С 1 апреля 2015 года объединен с районом Лисберн в район Лисберн-энд-Каслри.